# Antigonon cienkoogonkowy
Antigonon cienkoogonkowy (Antigonon leptopus Hook. & Arn.) – gatunek rośliny z rodziny rdestowatych (Polygonaceae Juss.). Występuje naturalnie w Meksyku i Ameryce Centralnej, jednak został naturalizowany na całym świecie w strefach tropikalnej i podzwrotnikowej. Sadzony jest jako roślina ozdobna i jadalna, łatwo dziczeje z upraw.

## Morfologia

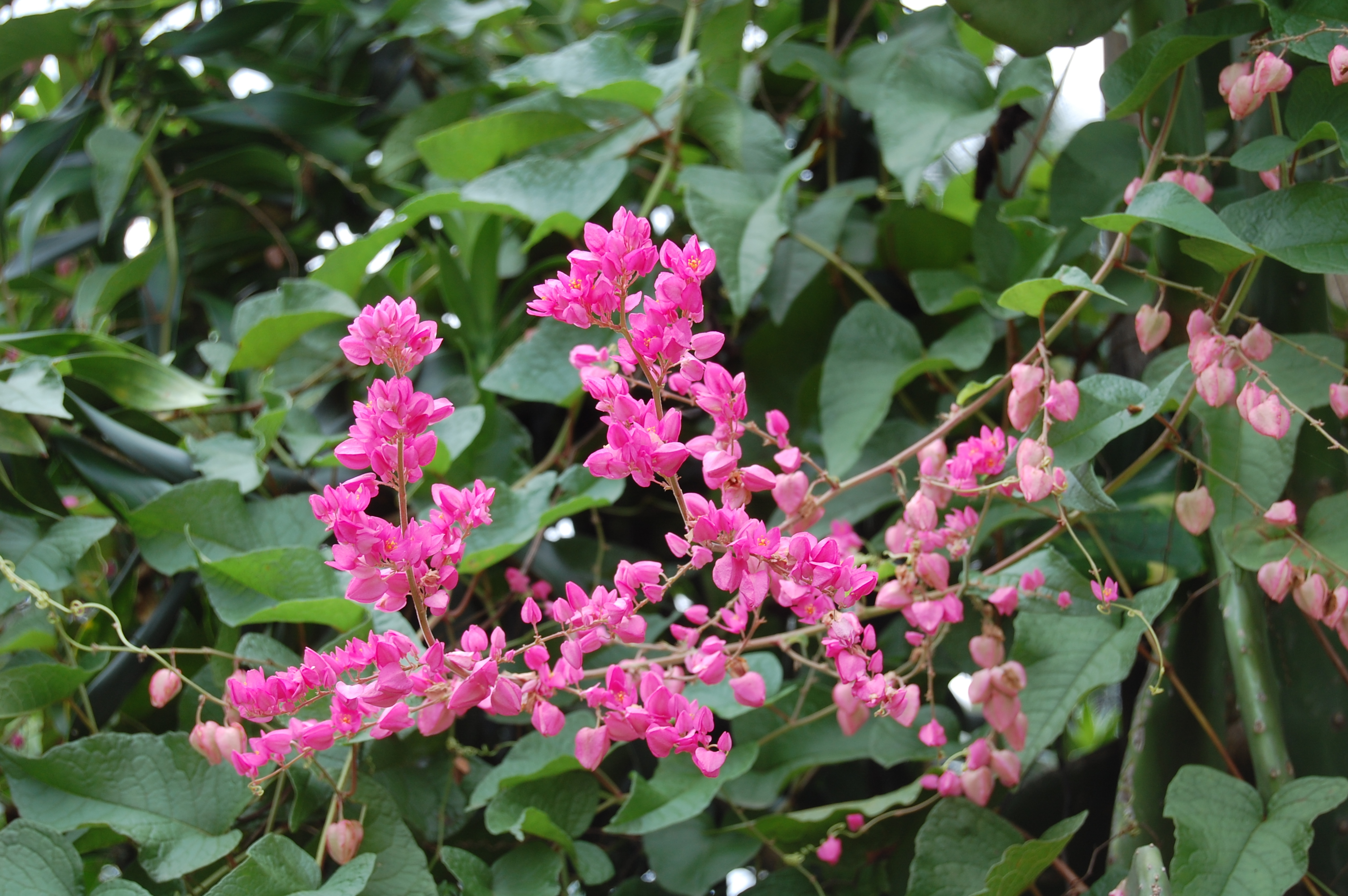
Kwiatostany

PokrójBylina dorastająca do 15 m wysokości. Pędy są owłosione, pnące, nieco drewniejące od dołu.
LiścieBlaszka liściowa ma kształt od owalnego do owalnie trójkątnego. Mierzy 5–14 cm długości oraz 4–10 cm szerokości, ma sercowatą nasadę i wierzchołek od ostrego do długo spiczastego. Ogonek liściowy jest owłosiony i osiąga 10–25 mm długości.
KwiatyZebrane w grona dorastające do 4–20 cm długości, rozwijają się w kątach pędów lub na ich szczytach. Listki okwiatu mają kształt od owalnego do eliptycznego i różową barwę, mierzą do 4–8 mm długości. Pręcików jest 8 i do połowy są zrośnięte.
OwoceNiełupki o kształcie trójkątnie stożkowatym, osiągają 8–12 mm długości. Zamknięte są w trwałym, rozrastającym się w czasie owocowania okwiecie.

## Biologia i ekologia
Rośnie w lasach, na stokach oraz brzegach rzek. Rozwija się szybko i plątaniną pędów w krótkim czasie pokrywa podporę. Kwitnie przez cały rok.

## Zastosowanie
Roślina ma zastosowanie w ogrodnictwie. Bulwy osiągające do 4 kg wagi zawierają dużo skrobi i są jadalne. W Tajlandii spożywa się także panierowane i smażone młode liście i kwiaty. Kwiaty są bardzo aromatyczne – uzyskuje się z nich miód o ciemnej barwie.